# أوسيب سينكوفسكي
أوسيب ايفانوفيتش سينكوفسكي أو جوزيف جوليان سينكوفسكي (31 مارس 1800 - 16 مارس 1858) (الروسية: О́сип Ива́нович Сенко́вский) هو مشتشرق وكاتب روسي-بولندي.